# Robert Cochrane
Robert Cochrane (Londres, 26 de janeiro de 1931 - 3 de julho de 1966) foi um bruxo neopagão inglês que fundou o Cochranianismo, visto por alguns como uma forma alternativa da Wicca, enquanto que para outros é distinta e uma oposição ao Gardnerianismo defendido por Gerald Gardner.